# Centro-Oriente del Atlántico (Colombia)
Centroriente fue una de las subregiones del departamento colombiano del Atlántico. Se ubicaba en el oriente del departamento y estaba integrada por los siguientes 7 municipios:
- Baranoa
- Palmar de Varela
- Polonuevo
- Ponedera
- Sabanagrande
- Sabanalarga
- Santo Tomás

En 2010 fue dividida en las subregiones del Centro y Oriente.